# Экономика Лесото
Лесото — аграрная страна. Её экономика находится в полной зависимости от ЮАР.

## Сельское хозяйство
В сельском хозяйстве занято 86 % трудоустроенного населения, оно даёт 18,2 % ВВП. Выращиваются кукуруза (150 тыс. т), картофель (90 тыс. т), сорго (46 тыс. т) и твёрдая пшеница (51 тыс. т), а также арбузы, бобы, горох и овощи (18 тыс. т).

## Промышленность
В промышленности занято 14 % трудоустроенного населения, оно даёт 40,8 % ВВП. Работают текстильные предприятия (20 % ВВП), заводы по переработке сельскохозяйственного сырья, завод сборки телевизоров. Ведётся добыча алмазов.

## Транспорт
Аэропорты
- всего — 28, в том числе:
  - с твёрдым покрытием — 3
  - без твёрдого покрытия — 25

В их числе аэродром Матекане, входящий в число наиболее опасных аэропортов в мире.
Автомобильные дороги
- всего — 5940 км, в том числе:
  - с твёрдым покрытием — 1087 км
  - без твёрдого покрытия — 4853 км

## Торговля
- Экспорт: 752 млн долларов
- Статьи экспорта: одежда, продовольствие, скот
- Партнёры по экспорту: Гонконг, Китай, Германия, Южная Корея
- Импорт: 1,361 млрд
- Статьи импорта: продовольствие, машины, медикаменты, топливо
- Партнёры по импорту: Бразилия, Швеция, Италия